# NGC 249
NGC 249 es una nebulosa de emisión de la constelación de Tucana. 
Fue descubierta en 1826 por el astrónomo James Dunlop.